# ウィキペディアの歴史
本項では、ウィキペディアの歴史（ウィキペディアのれきし）について記述する。ジミー・ウェールズとラリー・サンガーにより、ウィキペディアが初めて公開されたのは2001年1月15日であるが、技術的・構想的にウィキペディアの基礎となった要素はそれ以前から存在していた。インターネット百科事典開発の試みはこれまで知られている限り、リック・ゲイツによる1993年のプロジェクトが端緒であったが、単にフリー（無料）なのではなく、自由という意味でフリー（free-as-in-freedom）なインターネット百科事典という構想は、リチャード・ストールマンが2000年12月に初めて提唱したものだった。
ストールマンの構想では、編集をコントロールする中央機関は百科事典において存在してはならないとしており、この点で当時の既存のデジタル百科事典（「マイクロソフト・エンカルタ」や『ブリタニカ百科事典』デジタル版およびウィキペディアの前身「ヌーペディア」等）とは著しく異なっていた。1995年、ウォード・カニンガムによって「ウィキ」が開発されると、その技術と構想を用い、2001年にウェールズがサンガーと共にウィキペディアを設立した。ウィキペディアは本来、インターネット百科事典プロジェクト「ヌーペディア」を補足することを目的としていた。専門家によってのみ執筆されるヌーペディアの発展は遅々として進まず、ウィキペディアが新たな記事の草案やアイディアを供給することが期待されていた。ウィキペディアは発足後すぐに規模の面でヌーペディアを追い抜き、多言語にわたる国際的なプロジェクトへと成長した。
アレクサ・インターネットによれば、ウィキペディアは2018年9月16日時点で世界で5番目に訪問者の多いウェブサイトだった。2014年の『エコノミスト』の記事によれば、毎日全インターネット利用者の約15パーセントがウィキペディアを訪問しており、月間利用者数は約4億9500万人にのぼるとされた。コムスコアの調査では、2015年におけるウィキペディアの月間ユニークユーザー数はアメリカ国内だけで1億1700万人以上に達していた。

## 歴史的背景
全世界に存在する知識を1ヶ所に集積する構想は、古代のアレクサンドリア図書館やペルガモン図書館まで遡ることができるが、広く刊行される多目的の印刷物である「百科事典」の起源は、18世紀フランスの哲学者ドゥニ・ディドロおよび百科全書派に求められる。紙に刷る以外の技術を使い自動化された機械を利用し、百科事典の機能を強化するというアイディアは、ポール・オトレの著書『ドキュメンテーション概論』（1934年）に端を発し、その構想はH・G・ウェルズのエッセイ集『世界の頭脳』（1938年）や、ヴァネヴァー・ブッシュが1945年の論文『考えてみるに』で示した「メメックス」というビジョンの中でいっそうの発展を見た。さらなるマイルストーンは、1960年に始まったテッド・ネルソンによるハイパーテキスト開発プロジェクト（ザナドゥ計画）だった。
20世紀後半における情報技術の進歩は百科事典の形態にも変化をもたらした。『ブリタニカ百科事典』に代表される伝統的百科事典が書物という形を取っていたのに対し、1993年発売のマイクロソフトの電子百科事典「エンカルタ」はCD-ROMに収録され、さらにハイパーリンクを実装していた。その後インターネットおよびワールド・ワイド・ウェブが発達すると、インターネット百科事典の開発が可能となった。わかっている範囲でオンライン百科事典の初の開発事例は、1993年10月にリック・ゲイツ（Rick Gates）という人物が提唱した「Interpedia」プロジェクトだが、最終的に1本の記事も生み出さないまま消滅した。1999年、自由ソフトウェア活動家リチャード・ストールマンは「自由で全世界的な百科事典および学習資料（Free Universal Encyclopedia and Learning Resource）」の有益性について述べた。2001年1月17日には、フリーソフトウェア財団（FSF）によるフリーコンテント百科事典プロジェクト「GNUPedia」が立ち上げられ、後述するヌーペディアと競合したが、今日ではFSF自体が「ウィキペディアを訪れて貢献する」よう人々に呼びかけている。

## ウィキペディアの構想

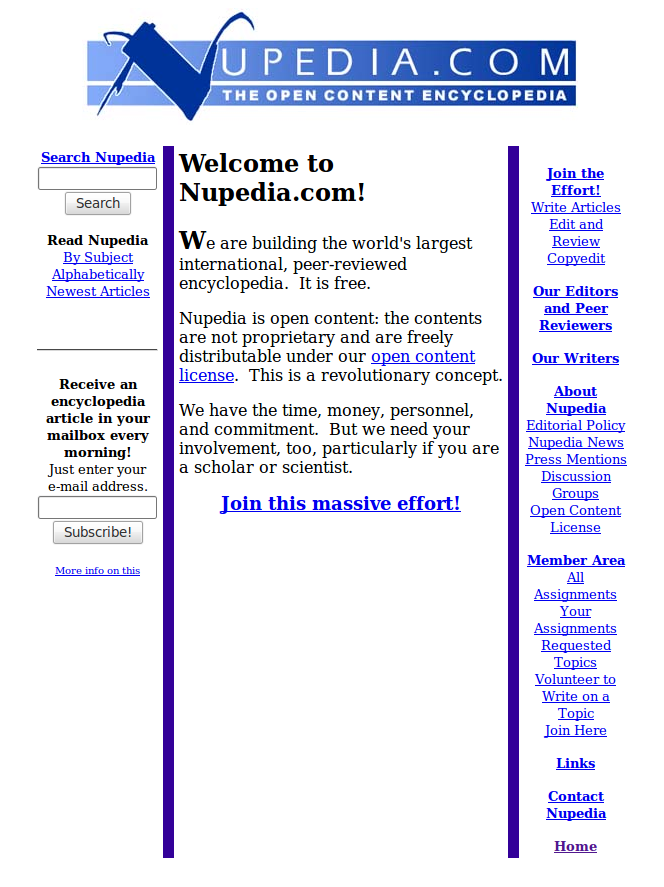
ウィキペディアの前身ヌーペディアのメインページ（2000年8月）

ウィキペディアは本来、ジミー・ウェールズが創設した「ヌーペディア（Nupedia）」にコンテンツを供給するプロジェクトとして着想されたものだった。ヌーペディアはウィキペディアの前身となった無料インターネット百科事典プロジェクトであり、ウェールズとティム・シェルおよびマイケル・デイヴィスが所有するウェブ広告企業「ボミス（Bomis）」が資金を提供していた。ヌーペディアの記事は高度な専門知識を持つボランティア編集者による執筆と、数段階の複雑な査読プロセスによって初めて成立するものだった。プロジェクトに関心を抱く編集者のメーリングリストがあり、フルタイムの編集主幹として哲学の博士課程に在籍するラリー・サンガーが雇用されていたものの、その記事作成ペースは極めて遅く、最初の年に完成した記事は12本に過ぎなかった。
記事作りのペースを速めるため、ウェールズとサンガーはさまざまな方法を模索した。「ウィキ（wiki）」を利用するというアイディアは、サンガーとベン・コヴィッツが交わした会話から生まれたものだった。コンピュータプログラマーであるコヴィッツは、ウォード・カニンガムが開発した史上初のウィキである「WikiWikiWeb」の常連利用者だった。2001年1月2日火曜日、夕食の席でコヴィッツは、サンガーに当時まだ一般的でなかったウィキの概念について説明した。ウィキがプラットフォームに適していると判断したサンガーはヌーペディアのメーリングリスト上で、コンテンツをヌーペディアへ供給するプロジェクトとして「UseModWiki」を使ったウィキの新設を提案した。この「Let's make a wiki」と題するメールの中で、サンガーは以下のように述べた。
これは決してふざけた提案ではない。これはヌーペディアにちょっとした機能を追加するためのアイディアだ。ジミー・ウェールズはこのアイディアが多くの人を不快にさせると考えているが、私はそうは思わない。ヌーペディアがウィキを利用することは、コンテンツを生み出すにあたって最高に「オープン」で、かつシンプルな選択だと思っている。我々はいつもヌーペディアに代わる、よりシンプルでオープンなプロジェクトについてのアイディアを話し合ってきた。ウィキはほとんど一瞬で立ち上げることができる上に、メンテナンスも最小限で済み、全般的に低リスクであるように見える。そしてウィキにはコンテンツ供給源として大きな可能性がある。私が判断する限りでは、ウィキには欠点がほとんどないと言える。—ラリー・サンガー
ジミー・ウェールズはウィキ導入の発案者がサンガーであることを否定している。当初のウェールズは、2001年10月に「ウィキソフトウェアの活用はラリー（サンガー）が持っていたアイディアだった」と明言していたが、サンガーのプロジェクト離脱から3年が経過した2005年時点のウェールズは、彼がウィキペディアで果たした役割に異議を唱えるようになった。2005年12月には、ウィキ導入の構想はボミスの従業員だったジェレミー・ローゼンフェルド（Jeremy Rosenfeld）から得たものだと述べている』。」。

## ウィキペディアの設立
ウィキ形式のウェブサイトをヌーペディアの関連プロジェクトとすることに対し、ヌーペディアの編集者・査読者は強い拒否感を示した。そこでサンガーは新プロジェクトに「ウィキペディア（Wikipedia）」という独立した名称を与えることを考案した。2001年1月15日月曜日、ウィキペディアが独自のドメイン名「wikipedia.com」の元で開設された。ウィキペディアが使用するバンド幅とサンディエゴのサーバーはボミスから提供された。のちに多くのボミスの元従業員がウィキペディアに協力しており、その中にはボミスの共同創業者でCEOも務めたティム・シェルや、プログラマのジェイソン・リッチーが含まれる。
ウィキペディア上に現在も保存されている最古の記事は、2001年1月16日火曜日21時08分（UTC）に作成された「UuU」である。翌17日にはウィキペディア設立の公式声明が出され、 ヌーペディアのメーリングリスト上でウィキペディアへの参加・貢献が呼びかけられた。

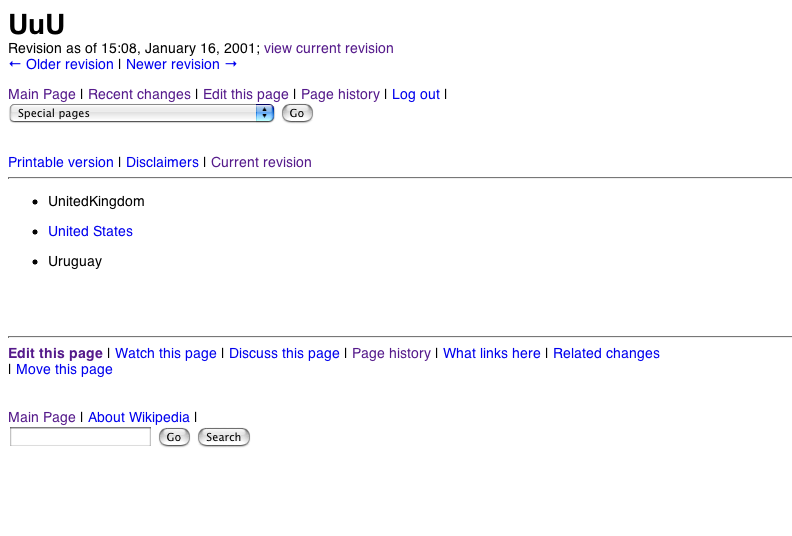
「UuU」はウィキペディアの現存する最古の記事（2001年1月16日時点の版）

2001年7月25日、技術・文化系コミュニティサイト「Kuro5hin」（コロージョン）のフロントページに、ラリー・サンガーがウィキペディアおよびヌーペディアの未来について語った記事が掲載された。翌7月26日に技術系ニュースサイト「スラッシュドット」で前述の記事が紹介されるとスラッシュドット効果が発生し、ウィキペディアは多くの新規訪問者・参加者を獲得した。（スラッシュドットではすでに同年3月にも2度、ウィキペディアについて言及があった。）外部サイトでの紹介による急激なアクセス増加の間にも、ウィキペディアにはGoogleのような検索エンジンを介して一定のアクセスがあり、Googleからの新規訪問者は1日当たり数百人にのぼった。ウィキペディアが初めて大手のメインストリームメディアで紹介されるのは『ニューヨーク・タイムズ』上で、同年の9月20日であった。
ウィキペディアの記事数は2001年2月12日に1000本を突破し、9月7日には1万本に到達、誕生から1年で2万本を超える百科事典記事が作成され、2002年8月30日時点での記事数合計は4万本にまで増加していた。
ウィキペディア発足時のウィキソフトウェアである「UseModWiki」は、古いデータを約1ヶ月が経過した時点で削除していたため、長きにわたりウィキペディアの最初期の編集記録は失われたものと信じられていた。ところが2010年12月14日火曜日、ソフトウェア開発者のティム・スターリングは「SourceForge.net」上でウィキペディアのバックアップ・データを発見し、2001年1月（開設直後）から8月17日にわたる全ての編集活動が記録されていた。このデータによると、ウィキペディアで行われた最初の編集は2001年1月15日、メインページへの「This is the new WikiPedia!」というメッセージの追加だった。ジミー・ウェールズはスターリングよりも早い2008年12月に、ウィキペディア最初の編集を行ったのは自分であると主張しており、その編集内容は「Hello, World!」というテスト文の投稿だったと述べた。ウェールズが編集を行ったウィキとは、UseModWiki 以前にごく短いあいだ存在し、その後すぐ削除されたごく初期のウィキペディアという可能性はある。

## 多言語・国際化
ウィキペディアは発足直後から国際化を開始した。2001年3月16日01時38分（UTC）にドイツ語版ウィキペディア用にサブドメイン（deutsche.wikipedia.com）が作成され、最初に発足した非英語版ウィキペディアとなった。同日の13時07分（UTC）にはカタルーニャ語版ウィキペディア（catalan.wikipedia.com）が開設された。その後3月20日までにウィキペディア日本語版がドメイン名「nihongo.wikipedia.com」として作成されたが、発足当初はローマ字しか記述できなかった。2001年5月11日前後にはフランス語版、中国語版、オランダ語版、エスペラント版、ヘブライ語版、イタリア語版、ポルトガル語版、ロシア語版、スペイン語版、スウェーデン語版の各言語版ウィキペディアが立て続けに開設された。その後まもなくアラビア語版 およびハンガリー語版のウィキペディアが発足した。2001年9月28日、公式な方針として今後の英語以外の言語版ウィキペディアへのいっそうの注力が表明され、全ての主要言語でウィキペディアが設立される予定であること、基本文書の翻訳作業が強化されること、全言語版の共通規範が設定されること等が発表された。
2002年1月時点では全ウィキペディア記事の90パーセントが英語版に属していたが、2004年1月には英語版記事が全体に占める割合は50パーセント以下となり、ウィキペディアの発展とともに国際化が進行したことを示していた。2014年には全ウィキペディア記事の約85.5パーセントが英語ではない言語版のウィキペディアに属していた。

## ウィキペディアの発展

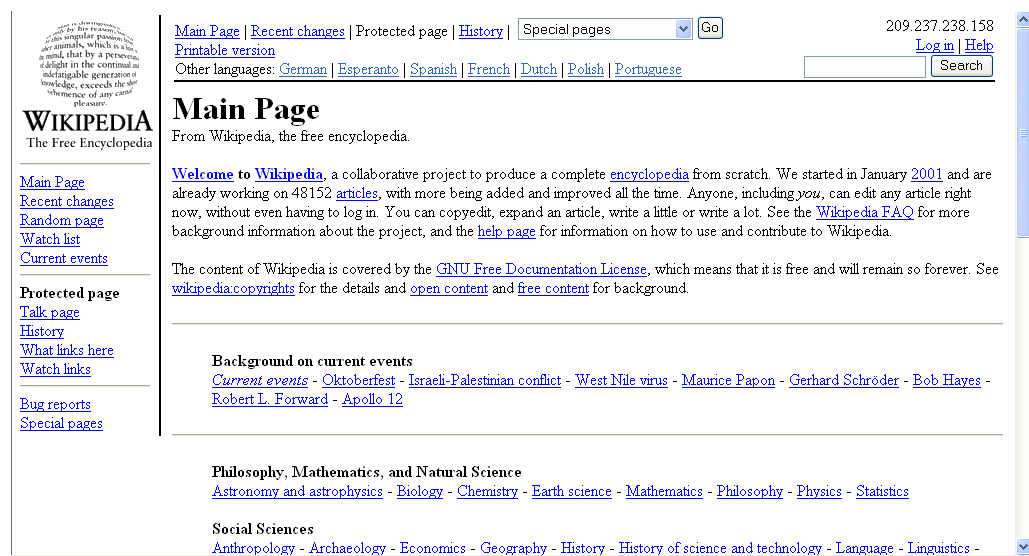
2002年9月28日時点でのウィキペディアのメインページ

2002年3月、インターネット・バブル崩壊の影響からボミスが資金提供を中止したことを受け、ラリー・サンガーはヌーペディアとウィキペディアの両プロジェクトを離れた。2002年には、いかにオープン型の百科事典を運営すべきかについてサンガーとウェールズの意見に食い違いが生じていた。依然、両者は共に「オープンな協力作業（open-collaboration）」というコンセプトを支持していたが、問題を起こす編集者への対処、専門家による役割の設定、プロジェクトを成功させるための筋道などの点については対立していた。
ウェールズは、編集者によって自治され、ボトムアップの自主決定が行われるウィキペディアを推進し、自分はウィキペディアの日々の運営に関与しないと宣言して、コミュニティが自主運営の方法を学び、最良のアプローチを見つけるよう促した。
サンガーは自身を「包摂主義者」と呼んでおり、一方でほとんど何にでもオープンであると述べ、他方、Web 2.0の世界でも専門家が果たすべき役割が存在することを提唱した。一時的に学問の世界に戻った後、サンガーは「デジタルユニバース財団」に参加し、2006年、新たなオープン型インターネット百科事典「Citizendium」（シチズンジアム）を立ち上げた。破壊的な編集行為を減らすため、シチズンジアムは実名の編集者によってのみ執筆され、「専門家による優しい指導」を得ることで記事の正確性向上を目指すものとされた。コンテンツ（記事の内容）に関する決定はコミュニティに委ねるとされたシチズンジアムは、「ファミリー・フレンドリーなコンテンツ」という方針をも提示していた。サンガーは当初、プロジェクトの運営が確立されるであろう数年後にはシチズンジアムを離れる意向であると述べていた。

## 年表

### 2000年–2009年

#### 2000年

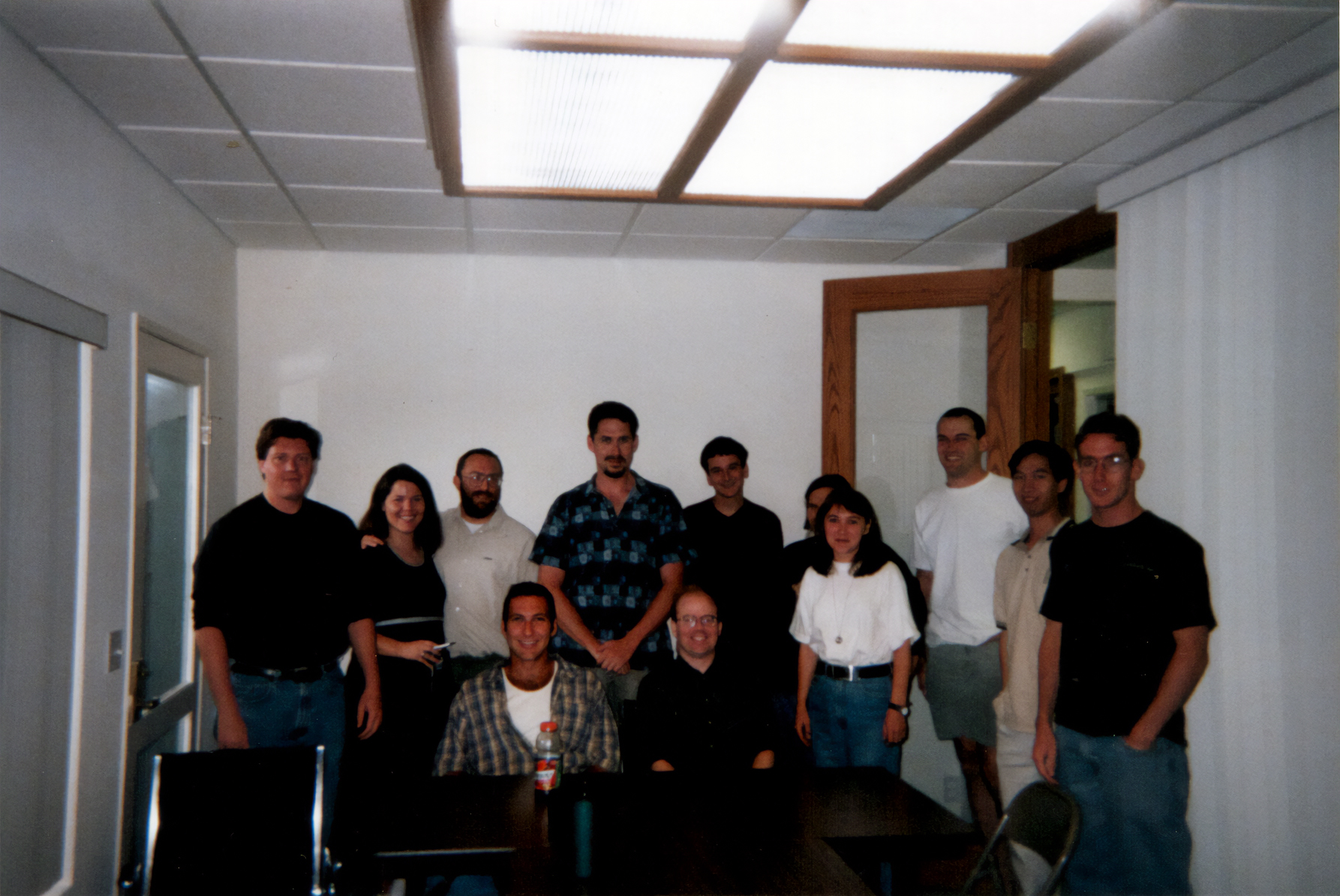
ボミス社の従業員（2000年夏）

2000年3月、ヌーペディア・プロジェクトがスタートした。ヌーペディアの目的は、専門家によって執筆された百科事典記事をフリーコンテントのライセンスで提供することにあった。ヌーペディアの創設者はジミー・ウェールズであり、編集主幹としてラリー・サンガーが雇用された。プロジェクトへの資金提供はウェブ広告企業ボミスが行った。

#### 2001年

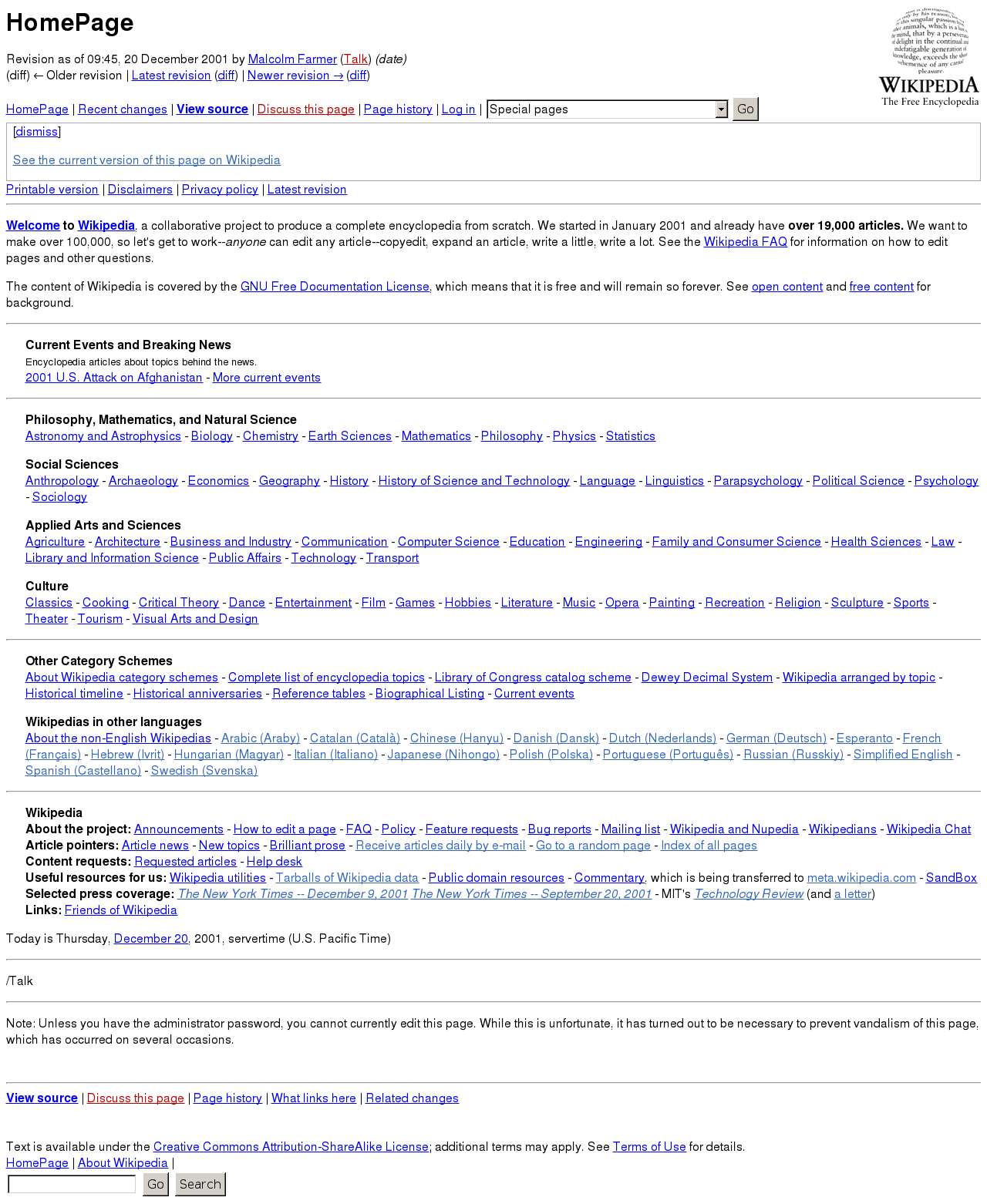
2001年12月20日時点でのウィキペディアのメインページ

2001年1月、ウィキペディアはヌーペディアの付随的プロジェクトとして始まった。ウィキペディアの設置によって査読前の段階から記事の共同編集が可能となり、ヌーペディアの発展を促すと期待されていた。「ウィキペディア（Wikipedia）」という名称はサンガーが2001年1月11日に提案した。ドメイン名「wikipedia.com」は1月12日 に、「wikipedia.org」は1月13日にそれぞれ登録された。
2001年1月15日、英語版ウィキペディアが正式に公開され、以来1月15日は「ウィキペディアの日」に決まる。2001年3月から5月の間にフランス語版ほかドイツ語版・カタルーニャ語版・スウェーデン語版・イタリア語版のウィキペディアが開設された。2001年4月、ウェールズがウィキペディアの絶対的な編集方針である「中立的な観点」（NPOV）を正式に定義した。NPOVのベースとなったのは、サンガーが考案したヌーペディアの「無偏見（Lack of Bias）」という方針だった。
2001年7月26日、ウィキペディアで初めてスラッシュドット効果が起きた。2001年8月、ウェールズの新聞『Wales on Sunday』がウィキペディアについて取り上げ、マスメディア上で紹介された最初の例となった。9月11日にアメリカ同時多発テロ事件が発生した後は、ウィキペディアのトップページにもテロ関連のニュース速報やテロ関連記事へのリンク集が現れた。2001年9月、特定の分野における協同作業を促すため「ウィキプロジェクト」が導入された。

#### 2002年
この年ボミスがウィキペディアへの資金提供を終了し、ラリー・サンガーがプロジェクトから離れた。姉妹プロジェクト第1号として「ウィクショナリー」を立ち上げ、最初の正式なスタイルマニュアルが公開された。
2002年1月25日、それまでウィキペディアが用いてきたソフトウェア（UseModWiki）に代わり、「フェーズⅡ」と呼ばれるマグナス・マンスケ制作の専用ウィキソフトウェアが導入された。7月にはこのソフトウェアがリー・ダニエル・クロッカーの手で大幅に改良されて「フェーズⅢ」となる。このソフトウェアは後に「MediaWiki」と改称された。
2002年2月、将来的な検閲やボミスによる商業化といったリスクへの懸念から、スペイン語版ウィキペディアから大多数の編集者が離脱・独立し、新たに「エンシクロペディア・リブレ」を立ち上げた。それについてジミー・ウェールズは、ウィキペディアが商業活動に使われることは今後も一切ないと保証した。
この年からボットの使用が開始された。2002年10月には国勢調査のデータからアメリカの市町村の記事を自動作成するボット（Rambot）がある利用者によって制作され、このボットがウィキペディアに投稿した記事は3万3832本にのぼった。アンドリュー・リーは「Rambot」の使用を「ウィキペディア史上、最も物議を醸した行動」と評している。

#### 2003年
2003年、英語版ウィキペディアの記事数は10万本を突破し、次に規模の大きいドイツ語版ウィキペディアの記事数も1万本を超えた。「ウィキメディア財団」を設立、ウィキペディアのロゴとしてジグソーパズルのピースを組み上げた球体が採用された。数式の記述にTeXが再導入された。
2003年7月、ウィキペディアにおける自分自身の記事の編集に反対するルールが定められた。2003年10月、ドイツ・ミュンヘンでウィキペディア編集者の懇話会が初めて開かれた。2003年11月24日には自由利用できるテキストを包括する独立プロジェクトとして「ウィキソース」が設立された。

#### 2004年
2004年も引き続きウィキペディアの記事数は大幅に増えた。100言語版の総記事数は、2003年末から2004年末までの12ヶ月で50万本以下から100万本以上に倍増した。全記事に占める英語版ウィキペディアの記事の割合は50パーセント弱だった。この年ウィキペディアのサーバファームがカリフォルニア州からフロリダ州に移され、カテゴリとカスケーディングスタイルシートが導入された。2004年6月に中国で2週間、ウィキペディアへのアクセスが遮断され、ウィキペディアがブロックされた初の事例となった。
2004年10月、合衆国第11巡回区控訴裁判所は「Bourgeois 対 Peters 裁判」に下した裁定でウィキペディアの記事（en:Homeland Security Advisory System）を引用する。これは法廷意見にウィキペディアの情報が利用された最初期の例となった。
2004年9月7日、全言語版ウィキペディアのメディアファイルを包括・供給するプロジェクトとして「ウィキメディア・コモンズ」が発足した。

#### 2005年
オンライン調査会社ヒットワイズによれば、2005年にウィキペディアはインターネット上で最もよく引用されるウェブサイトとなった。英語版ウィキペディアの記事数が75万本を突破した。2005年第1四半期に実施されたウィキペディア公式の資金調達イベントで約10万ドルが集まり、その資金はサイトの成長に伴うシステムのアップグレードに使われた。2005年10月には再び中国でウィキペディアへのアクセスが遮断された。
2005年には、ある著名なジャーナリストのウィキペディア記事が荒らされ、誤った経歴が気づかれないまま数ヶ月掲載されていたことが発覚し、ウィキペディア初の大きなスキャンダルとなった（ウィキペディアにおけるシーゲンソーラーの経歴論争も参照）。このスキャンダルが1つのきっかけとなり、この種の荒らしに対抗することを目的とする方針を決めシステム変更が実施された。主な変更点として、ソックパペット調査を容易にする「チェックユーザーの方針」の制定や、「半保護」と呼ばれる新システムの導入、また「存命人物の伝記」に関する方針を導入しそのような人物を主題とする記事は正確性の基準を厳格化した。
ウィキマニアの第1回カンファレンス「ウィキマニア2005」が2005年8月4日から8日にわたり「ハウス・デール・ユーゲント」（ドイツ・フランクフルト）で開催され、約380人が出席した。

#### 2006年
2006年1月10日、「Wikipedia」がウィキメディア財団保有の登録商標となった。2006年3月1日、英語版ウィキペディアで100万本目の記事（en:Jordanhill railway station）が作成された。2006年前半には、複数のアメリカ合衆国議会職員が秘密裏に政治家の記事を改変していたことが発覚し（アメリカ議会職員によるウィキペディアの編集）、世間一般の関心を集めた。一方で、ウィキペディアはインターブランド所有の「Brandchannel」が発表した「2006年グローバルブランド・トップ5」に名を連ねた。
ジミー・ウェールズは「ウィキマニア2006」で発言し、ウィキペディアは量的に十分なレベルに達したが、今後は記事の品質向上に集中する必要があると述べ、10万本の秀逸な記事という目標を掲げた。「オーバーサイト」と呼ばれる新たな権限を設定、2005年に導入した「半保護」は広く活用されるようになり、2006年には常時1000以上のページが半保護の状態に置かれていた。

#### 2007年
この年もウィキペディアは急激な発展を続け、2007年8月13日には登録利用者数が500万人を超えた。8月13日時点で、ウィキペディアには250言語版の合計750万本の記事と、17億4000万語が存在していた。英語版ウィキペディアでは1日に1700本という安定したペースで記事が追加され、「wikipedia.org」は世界で10番目にアクセスの多いドメイン名としてランクされた。2007年もマスメディアがウィキペディアを取り扱う機会は増加したが、その中で英語版ウィキペディアの有力メンバーによる経歴詐称が発覚し、のちに「Essjay騒動」と呼ばれる事態に発展した。2007年3月にはウィキペディアと競合するインターネット百科事典「Citizendium」（シチズンジアム）が公開された。
2007年9月9日、英語版ウィキペディアの記事数が200万本に達した。2007年後半、人工言語ヴォラピュク版ウィキペディアの記事数が797本から11万2000本へと急増し、一時的に15番目に大きいウィキペディアの言語版となったが、増加分のほとんどがヴォラピュクの支持者によって自動生成されたスタブ記事であったことが物議を醸した。
『MITテクノロジーレビュー』によると、英語版ウィキペディアの活発な編集者数は2007年に5万1000人を超えてピークを迎え、それ以後は減少傾向にある。

#### 2008年
多くの分野でWikiProjectsの活動が拡大した。2008年4月、ウィキペディアの全記事数が1000万本に達した。2008年末までに英語版ウィキペディアの記事数は250万本を超えた。2008年の資金調達キャンペーンでウィキペディアに寄付された金額は600万ドルを超えた。

#### 2009年
2009年6月25日22時15分（UTC）頃、歌手マイケル・ジャクソンの死亡を受けてウィキペディアは一時的にクラッシュした。ウィキメディア財団の報告によれば、マイケル・ジャクソンの項目には1時間で100万人近い訪問者があった。
2009年8月下旬までに、ウィキペディア全言語版の総記事数が1400万本を突破した。2009年8月17日04時05分（UTC）、英語版ウィキペディアで300万本目の記事「en:Beate Eriksen」が作成された。2009年12月27日、ドイツ語版ウィキペディアの記事数が100万本を突破し、100万記事達成は英語版ウィキペディアに続いて2例目となった。この年、『TIME』誌はウィキペディアを2009年のベスト・ウェブサイトの1つとして紹介した。
2009年にはウィキペディアのコンテンツがクリエイティブ・コモンズのライセンス下に入った。

### 2010年–現在

#### 2010年
2010年3月24日、ヨーロッパのウィキペディア用サーバーがオーバーヒートの問題によってオフラインとなり、フロリダのサーバー群へのフェイルオーバーが行われた。その過程でDNSの不具合が発生し、全世界でウィキペディアがアクセス不能となった。この問題は速やかに解決されたが、DNSキャッシュの影響により一部の地域では復旧が遅れた。
2010年4月16日、ウィキメディア・プロジェクトにおける10億回目の編集が行われた。5月13日にはウィキペディアに新インターフェースが実装され、変更点・追加点には新デザインのロゴや新たなナビゲーション・ツール、リンク用ウィザード等が含まれた（旧インターフェースも利用可能なオプションとして残された。）9月21日にはフランス語版ウィキペディアで100万本目の記事が作成され、 12月12日に英語版ウィキペディアの記事数が350万本を突破した。

#### 2011年

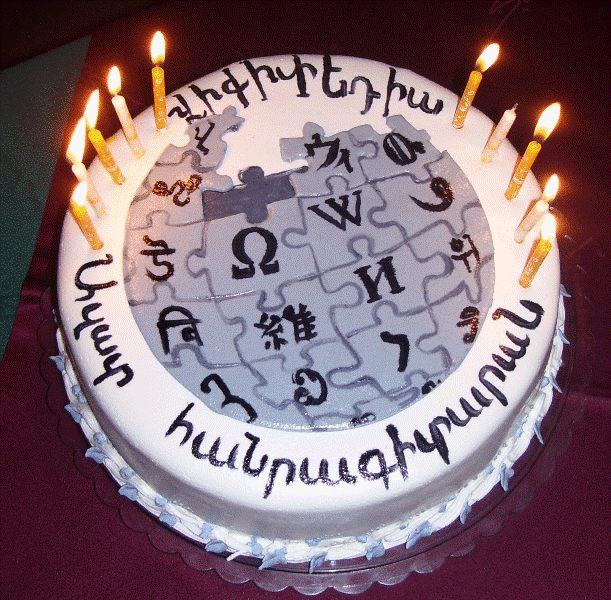
ウィキペディア10周年を祝う目的で作られたケーキの一例。

2011年1月15日、ウィキペディアが10周年を迎え、世界中で何百ものお祝いが行われた。2011年11月、インドで発展を目指す努力の一環として、ウィキペディアは同国初のカンファレンス（大会）をムンバイで開催した。2011年4月2日、英語版ウィキペディアの記事数は360万本を突破し、11月18日までに380万本に達した。2011年11月7日、ドイツ語版ウィキペディアにおける総編集回数が1億回を突破した（英語版に続いて2例目。）2011年11月24日には英語版の総編集回数が5億回に達した。2011年12月17日、オランダ語版ウィキペディアが記事100万本に到達した4つ目の言語版となった。
2011年8月2日、イスラエル郵便局がハイファで開催された「ウィキマニア2011」を記念して切手を発行、ウィキメディア・プロジェクトに関連した初の記念切手となった。
2011年10月4日から6日の間、イタリア議会に提出された通信傍受法案への抗議行動としてイタリア語版ウィキペディアが意図的に閲覧不能の状態にされた。同じく2011年10月、ウィキメディア財団が「ウィキペディア・ゼロ」の発足を公表、発展途上国における携帯端末からのウィキペディア閲覧を、通信会社との提携によって無料化するプロジェクトであるとされた。

#### 2012年
2012年1月16日、ウィキペディアの共同創業者ジミー・ウェールズは、アメリカ合衆国議会に提出され審議中の2つの法案、オンライン海賊行為防止法案（SOPA）および知的財産保護法案（PIPA）への抗議行動として、英語版ウィキペディアが1月18日から24時間サービスを停止すると宣言した。ウェールズを含むSOPA・PIPAの反対者は、これらの法案が言論の自由とインターネットの革新への脅威であると考えていた。7月10日、ロシアで提案されたインターネット規制法案への抗議として、ロシア語版ウィキペディアでも同様のサービス停止が実施された。
2012年3月下旬、全言語版ウィキペディア共通のデータのプラットフォームとして「ウィキデータ」を設立するとドイツ・ウィキメディア協会が公表してた。ウィキデータは170万ドル規模のプロジェクトであり、グーグルとゴードン・アンド・ベティ・ムーア財団およびアレン人工知能研究所から資金提供を受けた。
2012年4月、ジャスティン・クナップが、個人のウィキペディア編集者として初めて編集回数100万回を達成し、ジミー・ウェールズはじきじきに功績を讃える と、さらに4月20日を「ジャスティン・クナップの日（Justin Knapp Day）」に決めたと宣言した。
2012年7月13日、英語版ウィキペディアで400万本目の記事「en:Ezbet el-Borg」が作成された。2012年10月、歴史家でウィキペディアの編集者でもあるリチャード・J・ジェンセンは、英語版ウィキペディアでは一方で記事数と利用者数が急速に伸び、他方で活発な編集者の数は2007年以来、大幅に減少していることを挙げ、英語版ウィキペディアの「完成が近づいてきている」との見解を述べた。
アレクサ・インターネットによると、2012年11月時点でウィキペディアは世界で6番目に人気のあるウェブサイトだった。2012年12月、ダウ・ジョーンズ所有の「AllThingsD」は、ウィキペディアが世界第5位のウェブサイトであると述べた。

#### 2013年
2013年1月22日、イタリア語版ウィキペディアは記事数が100万本を突破した5つ目の言語版となった。この年、ウィキペディアのほかの言語版も、5月11日にロシア語版が、5月16日にスペイン語版、7月15日にスウェーデン語版、そして9月24日にポーランド語版が、それぞれ記事100万本を達成した。
2013年1月27日、メインベルトにある小惑星274301が、小天体命名委員会によって正式に「ウィキペディア（Wikipedia）」と名付けられた。3月、ウィキデータ・データベースのフェーズ1が利用可能となり、全言語版のウィキペディアへ自動的に言語間リンクが提供された。
2013年4月、フランスの政府機関国内情報中央局（DCRI）はウィキペディアの検閲を試みたとして批判された。DCRIはフランス語版ウィキペディア上にあるピエール・シュール・オート軍用無線局に関する「機密情報」を削除しなければ逮捕するとウィキペディアの編集者を脅迫していた。
2013年7月、新編集機能である「ビジュアルエディター」が正式にデビューし、従来のウィキマークアップを使用した編集に代わってワードプロセッサ的インターフェースでの編集を可能にした。同月にはスマートフォン等のモバイル端末専用のエディターも公開された。

#### 2014年
2014年2月、英語版ウィキペディアの印刷版（全1000巻、110万ページ以上からなる）の制作プロジェクトに、ドイツ人グループが取りかかる。インディーゴーゴーでの資金調達を目指し、このプロジェクトの趣旨はウィキペディア編集者の貢献を讃えることとされた。2014年10月22日、ウィキペディアに捧げるモニュメントが、世界で初めてポーランドの街スウビツェで公開された。

#### 2015年
アレクサ・インターネットによると、2015年半ばの時点でウィキペディアは世界で7番目に人気のあるウェブサイトだった。2015年を迎えた時点で、ウィキペディアの全291言語版の総記事数は約3600万本であり、依然として世界最大のインターネット百科事典だった。全言語版のウィキペディアにおける月間平均ページビューは約100億回に達し、月間平均ユニークユーザー数は約4億9500万人であると発表された。
マイケル・マンディバーグによる芸術プロジェクト「プリント・ウィキペディア」は、2015年4月7日時点の英語版ウィキペディアを印刷して書籍化するというものだった。マンディバーグはその一環として2015年6月、ニューヨークの画廊において「From Aaaaa! to ZZZap!」と題する展示を行い、実際に製本した106巻を、1980巻分の背表紙を描いた壁紙とともに展示した。
2015年11月1日、英語版ウィキペディアで500万本目の記事「en:Persoonia terminalis」（低木の一種）が作成された。
2015年11月30日、ウィキメディア財団は機械学習を用いた編集品質評価サービス「Objective Revision Evaluation Service (ORES)」を導入した。これは、不適切な編集や荒らし行為を自動的に検出し、ボランティア編集者の査読作業を効率化することを目的としたAIツールである。

#### 2016年
アレクサ・インターネットによると、2016年半ばの時点でウィキペディアは世界で6番目に人気のあるウェブサイトであり、前年度の同時期から順位を1つ上げた。
2016年10月、モバイル版ウィキペディアのデザインが刷新された。

#### 2017年
アレクサ・インターネットによると、2017年半ばの時点でウィキペディアは世界で5番目に人気のあるウェブサイトであり、再び前年から1つ順位を上げた。ウィキペディア・ゼロがイラクとアフガニスタンで利用可能になった。
2017年4月29日、トルコ政府当局によりトルコ国内からの全ての言語版のウィキペディアへのアクセスが遮断された。2017年12月28日から、中国で暗号化されたウィキペディア日本語版がブロックされた。

#### 2018年
アレクサ・インターネットによると、2018年中のウィキペディアは依然として世界で5番目に人気のあるウェブサイトであった。新たな進展として、人工知能を利用して見逃されがちな分野の記事の草案を作成する試みが始まった。

#### 2025年
2025年2月12日、ウィキペディアは国連後援のデジタル公共財アライアンス（DPGA）により「デジタル公共財（en:Digital Public Good）」として公式に認定された。これは、ウィキペディアが信頼性の高い知識への自由なアクセスを世界規模で提供し、持続可能な開発目標（SDGs）の達成に貢献する公共財としての役割を担うものと認められたことを示している。また、全言語版のウィキペディアは現在300を超える言語で提供されており、その中でアクティブな言語版は342にのぼる（2025年7月時点）。

## ロゴの変遷

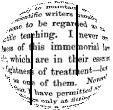
発足 – 2001年後半（暫定ロゴ）
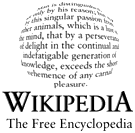
2001年後半 – 2003年10月12日
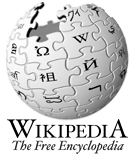
2003年10月13日 – 2010年5月13日
2010年5月13日 – 現在